# Berzeviczy Gizella
Berzeviczy Gizella (Csákvár, 1878. január 15. – Budapest, 1954. január 10.) pedagógus.

## Életpályája
Egyetemi tanulmányait 1902-ben fejezte be a budapesti egyetemen, melynek elvégzése után Trencsénben, Budafokon, Szabadkán, Aradon tanított, itt kapcsolódott be a munkásmozgalomba. A Tanácsköztársaság idején Budapesten lett az Erzsébet Nőiskola igazgatója, melynek polgári iskolai tanárképző főiskolává való fejlesztését fő feladatának tekintette. Aktívan dolgozott a pedagógusok továbbképzése érdekében. 1920-ban 8 évi szabadságvesztésre ítélték, és a márianosztrai fegyházba zárták. 1922-ben a fogolycsere-akció során a Szovjetunióba került. 1926–1940 között Odesszában tanított. A második világháborúban a fogolytáborokban folyó antifasiszta tanfolyamok oktatójaként működött. A második világháború vége után tért haza. Ekkor dolgozta át és jelentette meg visszaemlékezéseit a fehérterror alatti börtönéveiről.

## Munkái
- A gyermek a Szovjetunióban (Budapest, 1948)
- Egy egész nép tanul (Új magyar ismeretterjesztő könyvtár; Budapest, 1948)
- Családi boldogságunk feltétele a béke (Budapest, 1951)
- Márianosztra (Budapest, 1953)